# Falling in Between Live
Albums de Toto
Falling in Between
(2007) Toto XIV
(2015)
Falling in Between Live est le titre du quatrième album live du groupe de rock Toto, enregistré durant le Falling in Between Tour en mars 2007. 
Il est sorti le 17 août 2007 en Europe et le 13 novembre 2007 aux États-Unis.
On note l'absence sur cette tournée de David Paich.

## Titres
| 1.  | Falling in Between    |  |
| 2.  | King of the World     |  |
| 3.  | Pamela                |  |
| 4.  | Bottom of Your Soul   |  |
| 5.  | Caught in the Balance |  |
| 6.  | Don't Chain my Heart  |  |
| 7.  | Hold the Line         |  |
| 8.  | Stop Loving You       |  |
| 9.  | I'll Be Over You      |  |
| 10. | Cruel                 |  |
| 11. | Greg Solo             |  |

| 1.  | Rosanna              |  |
| 2.  | I'll Supply the Love |  |
| 3.  | Isolation            |  |
| 4.  | Gift of Faith        |  |
| 5.  | Kingdom of Desire    |  |
| 6.  | Luke Solo            |  |
| 7.  | Hydra                |  |
| 8.  | Simon Solo           |  |
| 9.  | Taint your World     |  |
| 10. | Gypsy Train          |  |
| 11. | Africa               |  |
| 12. | Drag Him to the Roof |  |

## Musiciens
- Bobby Kimball – chant, chœurs
- Steve Lukather – guitares, chœurs, chant sur Bottom of Your Soul, Don't Chain My Heart, I'll Be Over You, Gift of Faith, Kingdom of Desire et Gypsy Train, seconde voix sur King of the World et Rosanna
- Greg Phillinganes – claviers, chœurs, chant sur Africa, seconde voix sur Falling in Between, King of the World et Drag Him to the Roof
- Simon Phillips – batterie, percussions

Musiciens additionnels
- Tony Spinner – guitares, chœurs, chant sur Stop Loving You, seconde voix sur Drag Him to the Roof
- Leland Sklar – basse

## Source
1. ↑  Hydrasolation, Falling in Between Live